# Ehemaliges Rüninger Zollhaus

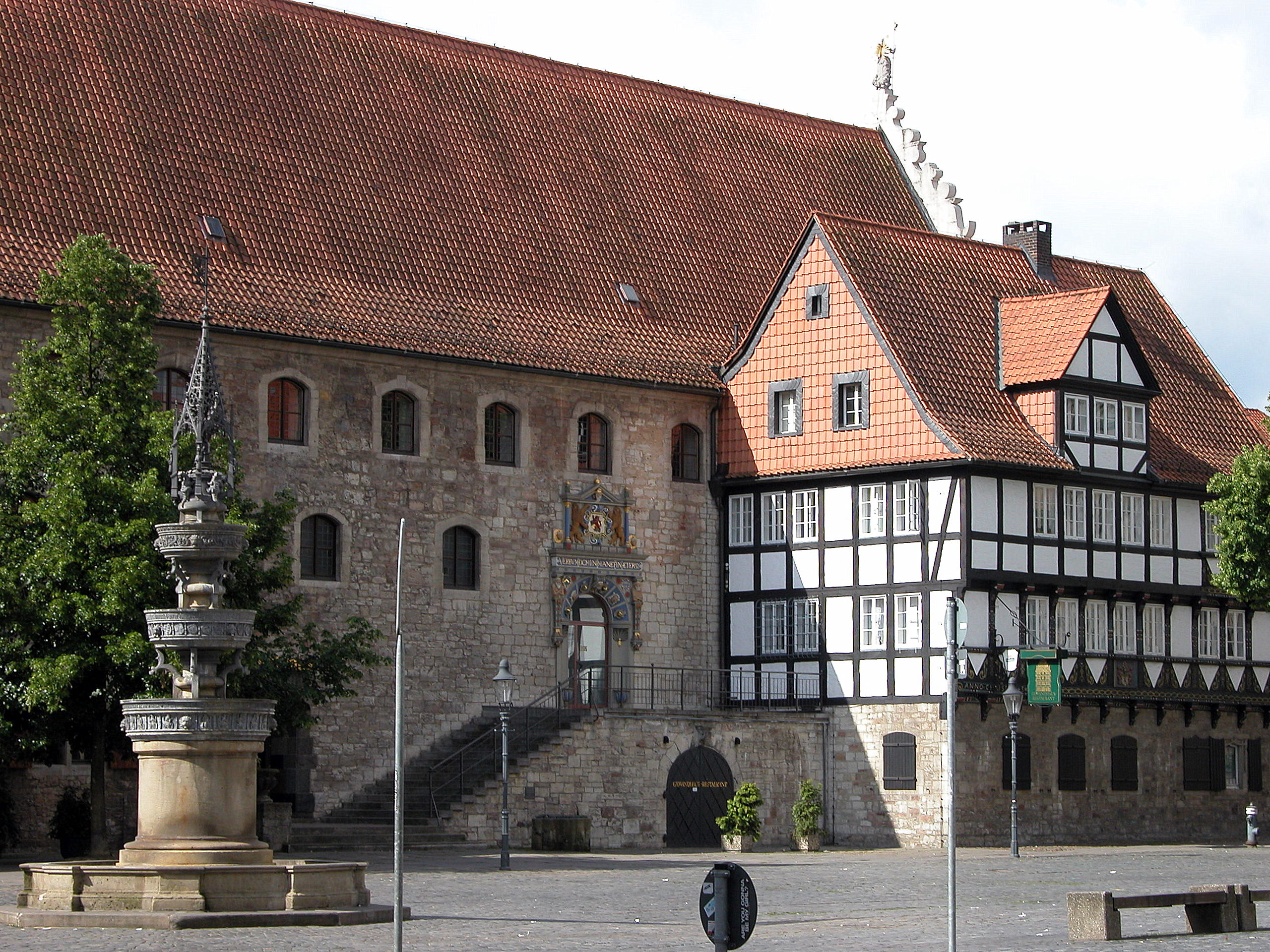
Ein Teil des Altstadtmarktes, von Nordosten betrachtet: Altstadtmarktbrunnen (links), Gewandhaus (Mitte) und das ehemalige Rüninger Zollhaus (rechts)

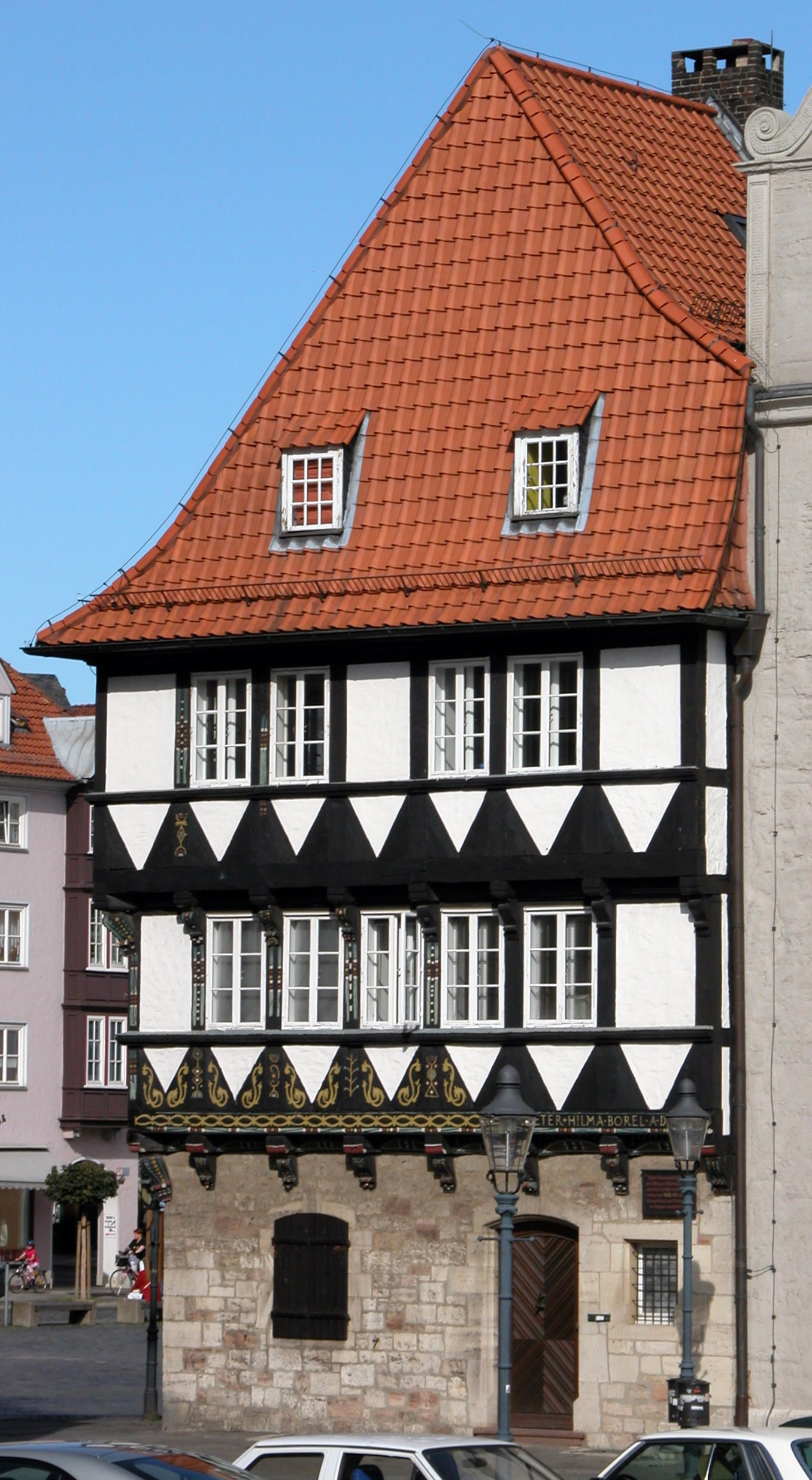
Westseite des Zollhauses

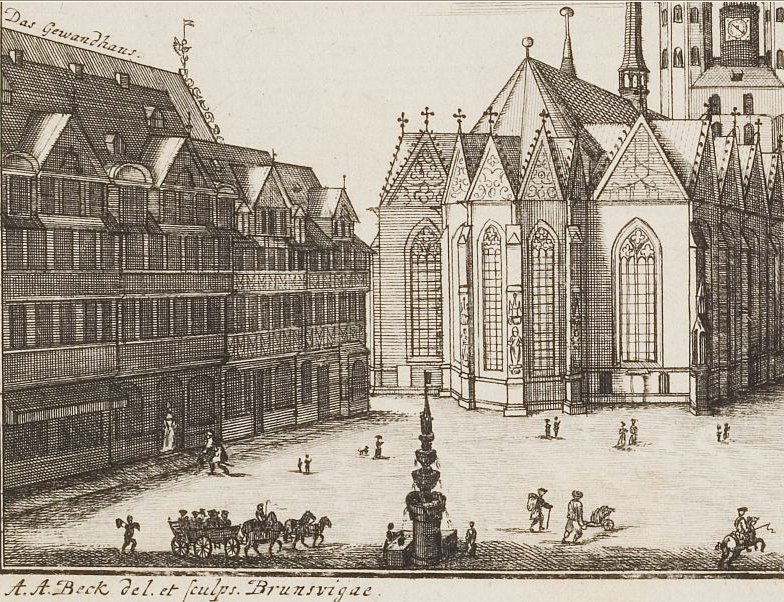
Ausschnitt einer Radierung aus dem Jahre 1776 von A. A. Beck: Auf der linken Seite erkennt man die Krambuden, die sich bis zum 14. Oktober 1944 an der Nordseite des Gewandhauses befanden.

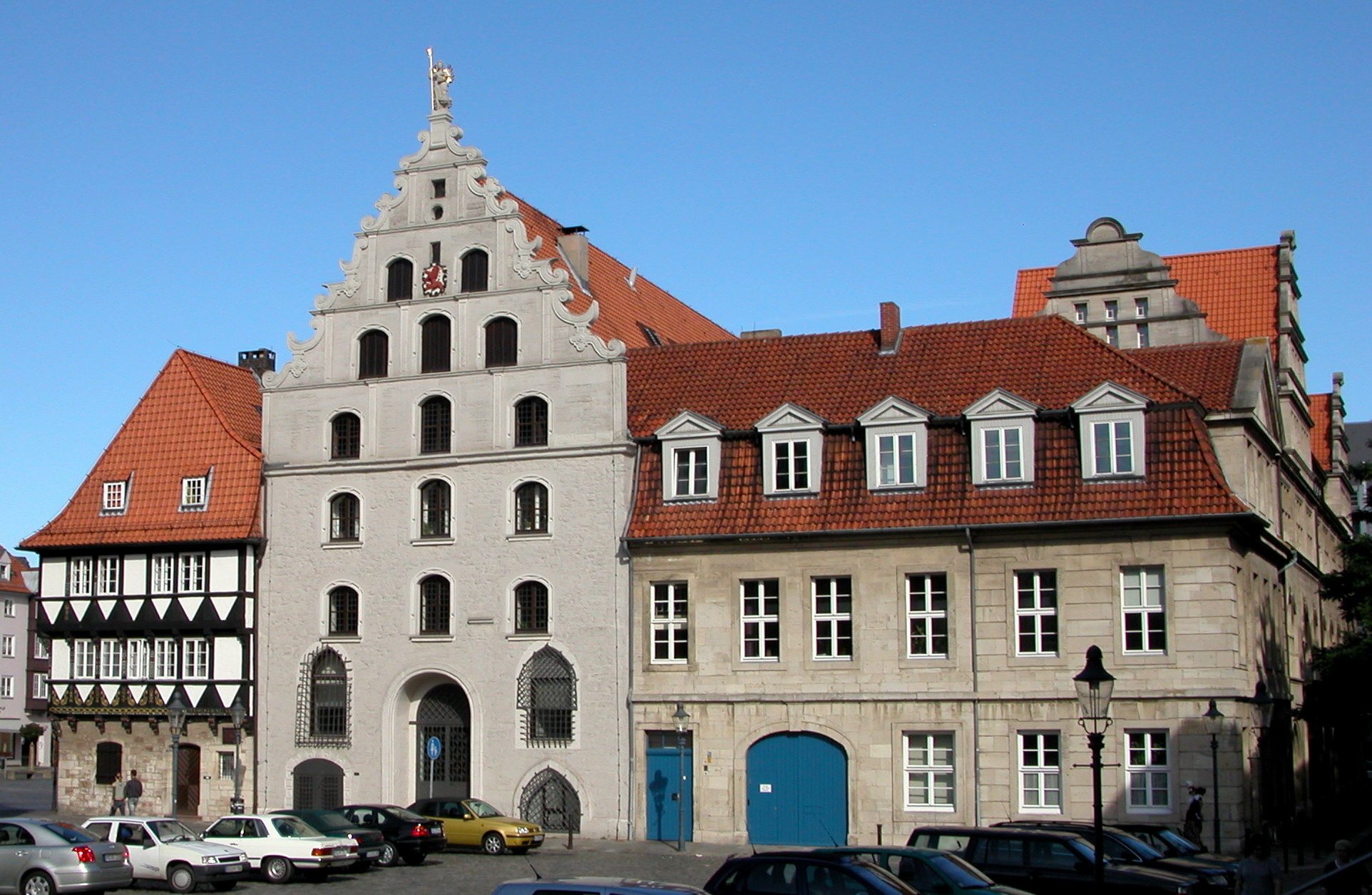
Ansicht von Westen: Zollhaus (links), Gewandhaus (Mitte), ehemaliges Haus des Opfermanns der Martinikirche (rechts)

Ansicht des Rüninger Turms mit dem Zollhaus am ursprünglichen Standort im Jahre 1846

Das ehemalige Rüninger Zollhaus ist ein im Renaissance-Stil erbautes Fachwerkhaus aus dem Jahre 1643, das sich seit 1950 an der Nordwestseite des Gewandhauses in Braunschweig befindet.

## Geschichte
Das alte Zollhaus wurde 1643 im Nordwesten des Dorfes Rüningen, wenige Kilometer südlich von Braunschweig an der Frankfurter Straße, der mittelalterlichen Reichsstraße nach Frankfurt am Main, erbaut (ehemaliger Standort; im Zuge der 1974 erfolgten Gebietsreform wurde der bei Rüningen verlaufende Teil der Frankfurter Straße in Thiedestraße umbenannt). Zusammen mit dem erstmals um 1400 erwähnten Rüninger Turm bildete es einen Teil der südlichen Braunschweiger Landwehr. Der Turm wurde 1724 abgerissen. Das Zollhaus aber blieb erhalten und war eine wichtige Zollstation.
Mit der Zeit verlor das Zollhaus jedoch an Bedeutung und verfiel zusehends. In der ersten Hälfte des 20. Jahrhunderts war es so zum einen immer baufälliger geworden, zum anderen stellte es ein Hindernis für den sich entwickelnden modernen Straßenverkehr dar.

### Umsetzung nach Braunschweig
Durch alliierte Bombenangriffe während des Zweiten Weltkrieges war die Braunschweiger Innenstadt großflächig zerstört oder zumindest wie im Falle des Altstadtmarktes mit den daran grenzenden Bauwerken schwer beschädigt worden. Gewandhaus, Altstadtrathaus, Stechinelli-Haus, das Haus zu den Sieben Türmen und der Altstadtmarktbrunnen waren sehr schwer beschädigt. Andere Gebäude wie z. B. die Krambuden, die sich seit 1470 an der Nordseite des Gewandhauses befunden hatten, sowie Häuser auf der Südostseite des Marktplatzes waren vollständig zerstört und konnten nicht mehr rekonstruiert werden. Insbesondere hatte die Zerstörung der Krambuden eine große Lücke in die bauliche Gestaltung des Marktplatzes, v. a. im Anschluss an den Eiermarkt und die Straße „An der Martinikirche“, gerissen. So entstand Ende der 1940er Jahre der Wunsch, den zentralen Platz mit den wichtigsten Bauwerken wieder auferstehen zu lassen, und es wurde ebenfalls beschlossen, die klaffende Lücke zwischen Gewandhaus und Martinikirche zu schließen, wobei man baulich an die Gestaltung der Nordseite vor der Zerstörung anschließen wollte, indem dort wieder ein Fachwerkbau entstehen sollte.
Man wählte das ehemalige Rüninger Zollhaus, das sich zu dieser Zeit bereits in einem desolaten Zustand befand und wegen der Verkehrssituation in Rüningen vor dem Abriss stand. Das Fachwerkhaus wurde daraufhin zerlegt, und die wichtigsten und reich verzierten Bauelemente wie Knaggen, Schwellbalken u. Ä. wurden für den Wiederaufbau am Altstadtmarkt geborgen und restauriert. (heutiger Standort)
Das Zollhaus hatte ursprünglich nur zwei Geschosse. An seinem neuen Standort erhielt es ein aus Steinquadern errichtetes Sockelgeschoss, um die darüber liegenden Geschosse sowie das Dach möglichst bündig an das Gewandhaus ansetzen zu können. Der Gebäudeeingang befindet sich seither auf der Westseite. Das ehemalige Zollhaus diente Peter Borel, dem Wirt des über 650 Jahre alten „Gewandhauskellers“, einem Wirtshaus im Untergeschoss des Gewandhauses, als Wohnhaus. Auf der Westseite des Hauses weist eine Gedenktafel auf ihn hin.